# Mario Gargatagli
Mario Gargatagli (Santa Fe, el 14 de enero de 1908 - Paraná, 31 de diciembre de 1999) fue un pintor argentino, autor de óleos, témperas y monocopias. 

## Biografía
Conmovido por una exposición de Benito Quinquela Martín comenzó estudios de pintura en el Liceo Municipal de Santa Fe donde fue discípulo de Sergio Sergi.
Por la iniciativa de Juan Mantovani de promover los estudios artísticos de Santa Fe fue becado (1938-1942) para completar su formación en la Escuela Superior de Bellas Artes de la Nación Ernesto de la Cárcova. Alfredo Guido, Cesáreo Bernaldo de Quirós y Enrique Larrañaga fueron sus maestros.
En 1943 fue nombrado profesor y, en 1948, director de la Escuela Provincial de Bellas Artes de Paraná. 
Fundó, en 1945, la primera asociación de artes plásticas de Paraná, de la que fue su presidente y que, con el nombre de “Plásticos entrerrianos” realizó, desde su creación hasta 1956, más de veinte salones y muestras en la ciudad.
En 1960, tras la realización de un concurso, fue becado por el gobierno de Entre Ríos para realizar estudios en Francia, España e Italia.
En 1975 la Academia Nacional de Bellas Artes (Argentina) lo designó académico delegado de la provincia de Entre Ríos.
Recibió más de treinta premios y sus obras figuran en el Museo Nacional de Bellas Artes (Argentina), Museo Municipal de Bellas Artes Juan B. Castagnino, Museo Provincial Rosa Galisteo de Rodríguez, entre otros. También su obra se encuentra en colecciones privadas como, por ejemplo, la Colección Acquarone y la Pinacoteca del Poder Judicial de Entre Ríos.
Pintor de paisajes y figuras familiares (“los interiores apacibles” como los llamó Guillermo Fantoni), se observa en su obra, en opinión de Cayetano Córdova Iturburu, “un sentido italianizante y un vigor expresionista en la resolución de la figura humana”.
En los arenales de Bajada Grande, “el lugar que más me gusta”, según sus palabras, encontró el espacio para representar sus paisajes. “Ni la naturaleza de los medios que emplea (témpera) ni las reducidas áreas en que se desenvuelve, impiden que la impresión sea de una creciente amplitud, sin recursos de falsas perspectivas ni apoyos de juegos lineales. Un colorido cálido, luminoso, transparente, señorea por la mayoría de sus obras en claridades llevadas por momentos al máximo”.

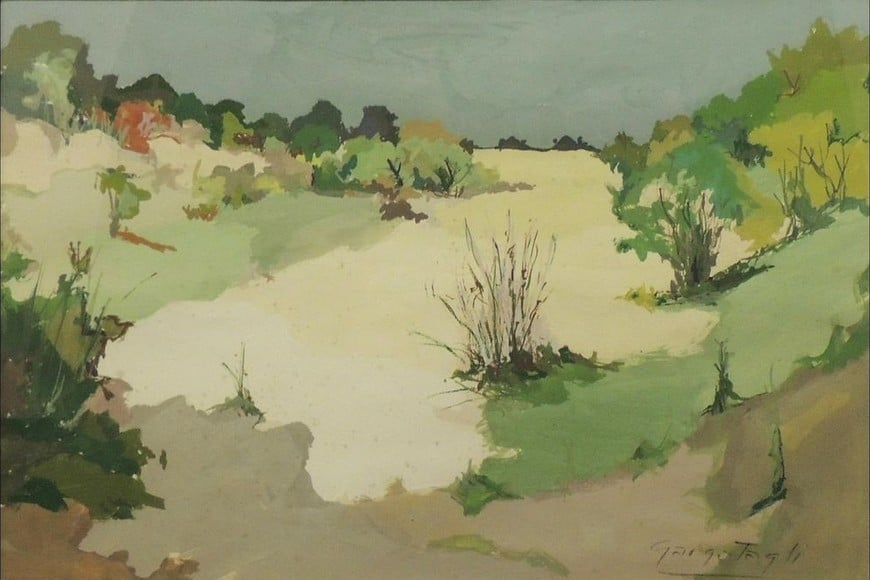
Serie del Arenal 1 - Museo de Bellas Artes Pedro Martínez

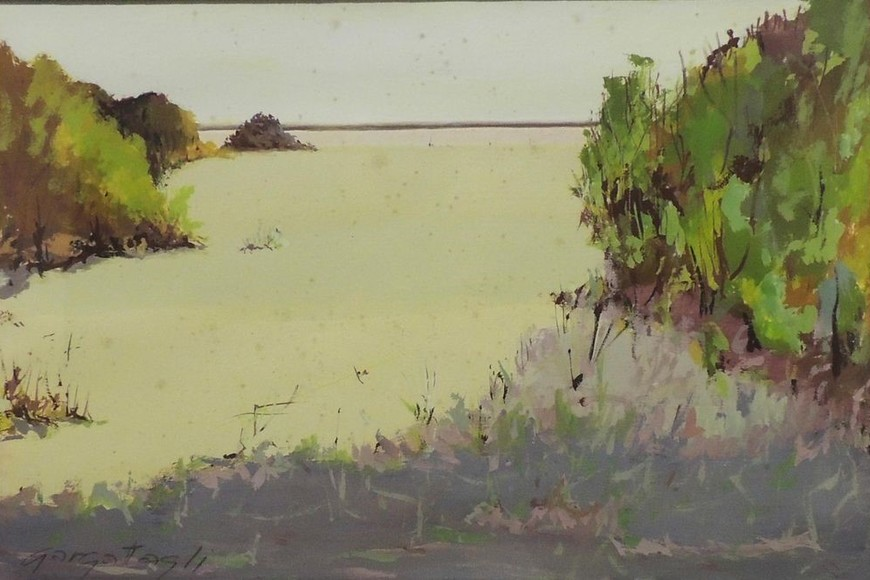
Serie del Arenal 2 - Museo de Bellas Artes Pedro Martínez

“Respeto mucho el valor del color en el espacio, dijo el artista en un reportaje, y siempre que busco una profundidad la consigo. Porque se establecen valores y, al hacerlo, aparece la perspectiva áurea”.

## Exposiciones retrospectivas y homenajes
En 1975, el Museo Provincial de Bellas Artes "Dr. Pedro E. Martínez" realizó una exposición retrospectiva de su obra y, en el año 2000, un homenaje a su memoria después del fallecimiento. Desde abril de 2000 existe un Museo itinerante dedicado a promover el arte en los niños que lleva su nombre. El Honorable Consejo Deliberante de la Municipalidad de Paraná le otorgó la distinción, en 2001, de los Pliegos de Imagen, con la reproducción del cuadro El Antoñico de 1961.
Con motivo del nonagésimo aniversario del Museo Provincial de Bellas Artes "Dr. Pedro E. Martínez", en 2016, la Secretaría de Cultura provincial habilitó dos salas permanentes dedicadas exclusivamente a las piezas de colección patrimonial, entre ellas las de Mario Gargatagli El Museo Provincial Rosa Galisteo de Rodríguez, en 2017, lo incluyó en la muestra “Familia de Artistas”. En el 2020 algunas de sus obras formaron parte de la exposición Patrimonio Humedal que vinculó la creación artística con la cultura del agua y la defensa de los humedales.

## Premios
1936: Premio «Consejo de Educación», X Salón Artes Plásticas de Santa Fe.
1937: Premio «Amigos del arte», XXV Salón Museo Provincial Rosa Galisteo de Rodríguez.
1938: Segundo Premio «Ministerio de Instrucción Pública», XII Salón de Santa Fe.
1939: Premio «Composición», XIII Salón de Artes Plásticas de Santa Fe.
1940: Premio «Figura», XXVII Salón Museo Rosa Galisteo de Rodríguez de Santa Fe.
1941: Premio Adquisición «Salvador Capputo», XV Salón de Artes Plásticas de Santa Fe.
1942: Segundo Premio Adquisición «Consejo de Cultura», Salón Municipal de Santa Fe.
1943: Premio «Paisaje», XVII Salón de Artes Plásticas de Santa Fe.
1945: Premio de Honor Adquisición, XIX Salón de Artes Plásticas de Santa Fe.
1945: Premio Adquisición «Intervención Federal», Salón del Museo Rosa Galisteo de Rodríguez de Santa Fe.
1946: Premio Adquisición «Jockey Club», XII Salón de Córdoba.
1947: Premio «Ministerio de Gobierno e Instrucción Pública», I Salón de San Juan.
1948: Premio Adquisición «Eugenia Balín Sarmiento», II Salón de San Juan.
1948: Gran Premio de Honor «Dr. Héctor P. Maya», II Salón de Artes Regionales de Concordia.
1948: Premio Adquisición, II Salón de Artes Plásticos de Posadas.
1949: Premio Adquisición «Nicolás Avellaneda», XXVIII Salón de Rosario.
1949: Premio Adquisición «Ministerio de Hacienda», XXXIX Salón Nacional.
1950: Premio Adquisición «Gobierno de Santa Fe», XXVI Salón de Artes Plásticas de Santa Fe.
1950: Premio de Honor «Libertador General San Martín», IV Salón de Curuzú-Cuatiá.
1951: Primer Premio «Martín Rodríguez Galisteo», XXXIX Salón Anual de Santa Fe.
1952: Primer Premio «Ministerio de Educación», II Salón Anual de Mar del Plata.
1952: Segundo Premio Adquisición, IX Salón de Córdoba.
1953: Tercer Premio, XIII Salón de Artes Plásticas de Tucumán.
1953: Premio XXXII Salón de Artes Plásticas de Rosario.
1956: Premio XL Salón Anual de Artes Plásticas de Rosario.
1957: Primer Premio Salón de Turismo de Paraná.
1958: Premio «Dirección de Bellas Artes», Salón de Santa Fe.
1962: Premio «Plásticos Entrerrianos», Sede Paraná.
1968: Premio «Ezequiel Leguina», Salón Nacional.
1980: Premio Salón de Entre Ríos.
1981: Premio Adquisición «Gobierno de Santa Fe», LVII Salón de Santa Fe.

## Bases de datos
http://catalogo.espigas.org.ar/cgi-bin/koha/opac-search.pl?idx=&q=Salones+Argentina&weight_search=1
https://archivoiiac.untref.edu.ar/gargatagli-mario